# Ful (gastronomia)

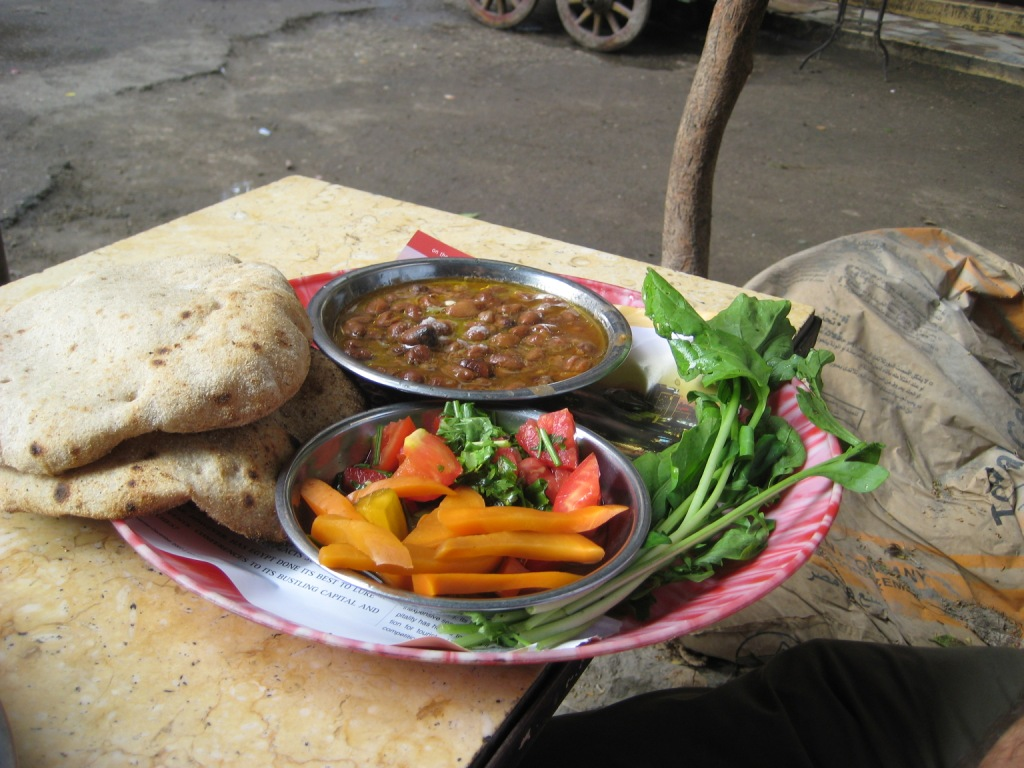
Ful servito con pane arabo e verdure

Il Ful medames (in arabo فول مدمس), anche chiamato semplicemente Fūl o Fool (dall'arabo: فول), è uno dei piatti tipici della Palestina, Giordania, Siria, Libano ed Egitto, mangiato spesso per colazione. Viene anche venduto come ripieno di panini arabi (quelli piatti, tondi, fatti con avena) da venditori ambulanti che li estraggono da enormi pentoloni in rame sempre in dolce ebollizione piazzati ai lati delle strade o nei suk. 
L'ingrediente principale sono le fave secche, cucinate a fuoco lento in apposti contenitori di rame. Il ful è servito con tanto olio di oliva, del prezzemolo tagliato, della cipolla, dell'aglio e della spremuta di limone; tipicamente è mangiato con il pane.
Piatto di origini antichissime, si ipotizza che fosse già preparato nell'antico Egitto.